# Pacyfikacja wsi Jasionowo (gmina Sztabin)
Pacyfikacja wsi Jasionowo – masowy mord na ludności cywilnej dokonany 17 września 1943 przez okupantów niemieckich we wsi Jasionowo w gminie Sztabin.
W trakcie pacyfikacji Niemcy rozstrzelali 43 osoby, w tym wiele dzieci. Współcześnie na zbiorowej mogile ofiar umieszczona jest tablica pamiątkowa.